# Музика Ериха Зана
„Музика Ериха Зана” (енгл. The Music of Erich Zann) је приповетка америчког писца Хауарда Филипса Лавкрафта, написана у децембру 1921. и први пут објављена у часопису National Amateur у марту 1922. године.
Прича говори о Ериху Зану, загонетном старијем музичару чије јединствене и неземаљске мелодије привлаче радозналост младог студента.

## Радња
Због недостатка средстава, студент метафизике у иностранству је приморан да се настани у јефтиној стамбеној згради у Улици Д’Осеј. Улица се налази недалеко од његовог универзитета и омеђена је реком, мрачним магацинима и великим зидом, а описана је као веома стрма, као да се налази на литици. Студент не може да види шта се налази на другој страни зида, јер само један прозор на последњем спрату његове зграде гледа преко њега. Поред инвалидног станодавца, Бландоа, један од ретких станара је и стари Немац по имену Ерих Зан. Старац је нем и свира виолу са локалним позоришним оркестром. Живи сам на последњем спрату и ноћу свира необичне мелодије које студент никада раније није чуо.
Упркос Зановој повучености, Бландо открива његов идентитет студенту, који му прилази једне вечери у ходнику и пита да ли може да слуша његову музику. Зан попушта и дозвољава студенту да уђе у његову собу. Он му свира неке од својих јединствених мелодија, али не и оне исте које је студент раније чуо. Студент га пита да ли би могао да свира своју музику од претходних вечери, неспретно певушећи и звиждећи ноте које је запамтио. Зан је затечен овим захтевом и нервозно баца поглед на прозор у својој соби, прекривен завесама. Студент препознаје прозор као једини који може да надзире зид на крају мистериозне улице. Прилази му да погледа напоље, али га Зан љутито повлачи назад и кроз писање објашњава да је он једноставно усамљени старац и да пати од бројних фобија и нервних поремећаја. Задовољан је што се студенту свиђа његова музика, али одбија да свира одређене мелодије које је овај тражио. Он убеђује студента да се пресели на нижи спрат јер би више волео да га не слуша. Студент саосећа са Заном и пристаје да се пресели. Зан обећава да ће га позвати у своју собу да чује његову другу музику. Међутим, након што се студент пресели, Зан се враћа свом антисоцијалном понашању и његово здравље се погоршава, на крају не дозвољавајући студенту да га уопште слуша.
Студентова радозналост да чује тајну музику и погледа кроз прозор расте, и он почиње да прислушкује Зана док свира ноћу. Његове мелодије имају неземаљски звук, а студент хвали Зана као музичког генија. Једне ноћи док је прислушкивао испред Занове собе, студент чује комешање и старца како вришти унутра. Када студент покуца на врата, Зан га пушта унутра и обећава да ће све објаснити. Више од сат времена након што је почео да пише објашњење, Зан је запрепашћен удаљеним звуком у облику тихе ноте, те прекида писање и почиње бесно да свира своју виолу. Музика је ужасавајућа и студент претпоставља да Зан дивље свира да би заглушио или спречио нешто да уђе у собу. Зан наизглед улази у стање омамљености, не чинећи ништа осим свирања. Чује се још један звук изван собе, за који студент сматра да им се руга, и налет ветра разбија прозор. Неприродни ветар струји кроз просторију, износећи Занове белешке кроз прозор, а студент не успева да их ухвати. Студент се сећа своје радозналости и на крају погледа кроз прозор. Уместо да види градска светла, он види само страшну црну празнину, бескрајни понор хаоса.
Завијајући ветрови и какофонија елемената гасе свеће у просторији, остављајући студента и Зана у потпуном мраку. Он се слепо креће кроз мрак са очајем и осећа да га је „нека ледена ствар” дохватила. Одлучан да спасе Зана, студент стиже до музичара и виче на њега да бежи, али Зан само наставља да свира своју музику. Након покушаја да га физички однесе на сигурно, открива да је Зан мртав, иако његово тело још увек свира. Са овом спознајом, студент јури за вратима, махнито бежећи из стана и читавог комшилука. Тек после схвата да је небо било мирно и да су градска светла сијала.
Пишући извештај о инциденту годинама касније, студент наводи да упркос свим напорима, никада више није успео да пронађе Улицу Д’Осеј. Не појављује се ни на једној мапи, а чини се да нико други није ни чуо за њу. Међутим, он осећа извесно олакшање што не може да пронађе ову улицу, или изгубљене папире који су могли да објасне музику Ериха Зана.

## Поставка
Радња приче је вероватно смештена у Француску или неку другу земљу у којој се говори француски, негде крајем 19. или почетком 20. века, иако тачна локација и датум нису наведени. Осеј (Auseil) није права француска реч, али се претпоставља да ју је Лавкрафт извео из фразе „au seuil”, што значи „на прагу”. Идентитет студента се никада не разрађује, а познато је само да је он странац попут Зана и да студира метафизику.

## Пријем
Лавкрафт је сматрао „Музику Ериха Зана” једном од својих најбољих прича, делом зато што је избегао претерану експлицитност коју је видео као велику ману у неким другим својим делима. Енциклопедија Х. Ф. Лавкрафта примећује да би се „међутим, могло рећи да је Лавкрафт направио грешку у вези недовољне експлицитности у веома магловитом хорору који се види кроз Занов прозор на поткровљу”.
Прича је често била антологизована чак и за време Лавкрафтовог живота, укључујући и збирку Страхови ноћи Дашијела Хамета из 1931. године. Ремзи Кембел је изјавио да је „Музика Ериха Зана” била „једина Лавкрафтова прича коју је волео покојни Роберт Ејкман”. Сам Кембел је користио „Музику Ериха Зана” када је креирао Фолио књигу хорор прича.